# Джек Левант
Джек Левант (англ. Jack LeVant, 3 жовтня 1999) — американський плавець.
Призер Чемпіонату світу з водних видів спорту 2019 року.